# 超人特攻隊 (遊戲)
《超人特攻隊》是一款动作冒险電子遊戲，改編自皮克斯的2004年同名電影，由重鐵工作室開發、THQ發行。登陸平台包括Game Boy Advance、GameCube、Mac OS X、PlayStation 2、Windows和Xbox。遊戲找回電影的部分配音員詮釋各自的角色，如山繆·傑克森（酷冰俠）、史賓瑟·福克斯（巴小飛）、莎拉·沃維爾（巴小倩）和傑森·李（巴迪·派恩／辛拉登），而其餘的配音員皆被取代，但原版配音仍保留於直接取自電影的過場動畫。電影配樂的作曲家迈克·吉亚奇诺也負責遊戲配樂的作曲。該遊戲被ESRB評為T級，成為唯一獲得此評級的皮克斯遊戲。
2005年推出續作《超人特攻隊：採礦大師崛起》。

## 備註
1. ↑  由Beenox移植到Mac OS X和Windows。[1]
2. ↑  Aspyr負責Mac OS X發行。
3. ↑  克里斯·蒂爾頓和蒂姆·西蒙內克提供額外音樂。

## 外部連結
- 莫比游戏上的《超人特攻隊》（英文）
- 莫比游戏上的《超人特攻隊》（英文）（GBA）